# FK Dukla Dejvice
FK Dukla Dejvice byl český fotbalový klub z pražské části Dejvice, který zanikl sloučením s FK Dukla Praha. Svá domácí utkání hrál na stadionu Na Julisce. Nejvýše působil v páté nejvyšší soutěži.

## Historické názvy
Zdroj:
- 1958 – VTJ Dukla Dejvice (Vojenská tělovýchovná jednota Dukla Dejvice)
- 1976 – VTJ Dejvice (Vojenská tělovýchovná jednota Dejvice)
- FK Dukla Dejvice (Fotbalový klub Dukla Dejvice)
- 2001 – fúze s FK Dukla Praha ⇒ zánik

## Stadion
Nejen fotbalová Dukla Praha má svůj stadion Na Julisce v Dejvicích. Tribuna ve svahu, budova se zázemím a typický ukazatel skóre a času byly postaveny roku 1960 a za účasti 15 000 diváků byl zápasem pokřtěn výhrou Dukly nad Kladnem. Nový stadion přinášel štěstí i nadále, a tak získala Dukla Praha v následujícím ročníku titul.

## Umístění v jednotlivých sezonách
Zdroj:
Legenda: Z - zápasy, V - výhry, R - remízy, P - porážky, VG - vstřelené góly, OG - obdržené góly, +/- - rozdíl skóre, B - body, červené podbarvení - sestup, zelené podbarvení - postup, fialové podbarvení - reorganizace, změna skupiny či soutěže
| Československo (1983 – 1993) |                            |        |     |     |     |     |     |     |     |     |        |
| Sezóny                       | Liga                       | Úroveň | Z   | V   | R   | P   | VG  | OG  | +/- | B   | Pozice |
| 1983/84                      | Pražská I. A třída – sk. ? | 6      | ... | ... | ... | ... | ... | ... | ... | ... |        |
| 1984/85                      | Pražský přebor             | 5      | ... | ... | ... | ... | ... | ... | ... | ... |        |
| ...                          |                            |        |     |     |     |     |     |     |     |     |        |
| Česko (1993 – 2001)          |                            |        |     |     |     |     |     |     |     |     |        |
| Sezóny                       | Liga                       | Úroveň | Z   | V   | R   | P   | VG  | OG  | +/- | B   | Pozice |
| 1993/94                      | Pražská I. A třída – sk. A | 6      | 26  | 14  | 6   | 6   | 53  | 28  | +25 | 34  | 4.     |
| 1994/95                      | Pražská I. A třída – sk. B | 6      | 26  | 13  | 5   | 8   | 45  | 21  | +24 | 44  | 3.     |
| 1995/96                      | Pražská I. A třída – sk. A | 6      | 26  | 11  | 6   | 9   | 41  | 38  | +3  | 39  | 6.     |
| 1996/97                      | Pražská I. A třída – sk. A | 6      | ... | ... | ... | ... | ... | ... | ... | ... |        |
| 1997/98                      | Pražská I. A třída – sk. A | 6      | ... | ... | ... | ... | ... | ... | ... | ... |        |
| 1998/99                      | Pražský přebor             | 5      | 30  | 7   | 5   | 18  | 33  | 57  | -24 | 26  | 15.    |
| 1999/00                      | Pražský přebor             | 5      | 30  | 12  | 4   | 14  | 51  | 47  | +4  | 40  | 8.     |
| 2000/01                      | Pražský přebor             | 5      | 30  | 8   | 7   | 15  | 44  | 52  | -8  | 31  | 13.    |